# White Light, White Heat, White Trash
White Light, White Heat, White Trash (aka WLWHWT) è il quinto album della punk rock band statunitense Social Distortion, pubblicato dalla Epic Records il 17 settembre 1996.
Il titolo dell'album si rifà all'album White Light/White Heat dei Velvet Underground.
Il suono è più duro che negli album precedenti e rappresenta un ritorno alle radici.
È stato inserito dai lettori della rivista Kerrang! al 41º posto tra i migliori 50 album punk di sempre.

## Tracce
1. Dear Lover – 4:43
2. Don't Drag Me Down – 3:51
3. Untitled – 4:45
4. I Was Wrong – 3:58
5. Through These Eyes – 3:15
6. Down on the World Again – 3:22
7. When the Angels Sing – 4:15
8. Gotta Know the Rules – 3:28
9. Crown of Thorns – 4:15
10. Pleasure Seeker – 3:33
11. Down Here (With the Rest of Us) – 4:19
12. Under My Thumb (Mick Jagger/Keith Richards) – 2:49

## Formazione
- Mike Ness – voce, chitarra
- Dennis Danell – chitarra
- John Maurer – basso
- Deen Castronovo – batteria (batteria studio non accreditato)
- Chuck Biscuits – batteria (accreditato, ma non ha partecipato alla registrazione)